# Гессен Сергій Михайлович
Сергій Михайлович Гессен (1898, місто Батум, тепер Батумі, Грузія — розстріляний 30 жовтня 1937, місто Мінськ, тепер Республіка Білорусь) — радянський діяч, журналіст, відповідальний редактор журналу «Крокодил», член Секретаріату ЦК КП(б) Білорусії. Відповідальний секретар Комуністичного інтернаціоналу молоді (КІМу), член Президії Виконкому Комінтерну (1924—1925). Член Бюро ЦК КП(б) Білорусії з 8 травня 1925 до 27 липня 1926 року.

## Життєпис
Походив із купецької родини, батько працював банківським службовцем.
У травні 1916 року закінчив реальне училище в Петрограді.
Член РСДРП(б) з січня 1916 року.
З 1916 до лютого 1917 року навчався на історико-філологічному факультеті Петроградського університету, звідки був виключений.
За участь у революційній роботі був заарештований в серпні 1916 року, звільнений із в'язниці в жовтні 1916 року. Знову заарештований в лютому 1917 року, вийшов на волю після Лютневої революції, 27 лютого 1917 року.
З березня 1917 року працював у лікарняній касі Петроградського металевого заводу
У березні — жовтні 1917 року — член бюро Нарвсько-Петергофського районного комітету РСДРП(б).
У 1917 році двічі був заарештований на короткий термін.
Учасник жовтневого перевороту 1917 року в Петрограді.
У листопаді 1917 — березні 1918 року — секретар Нарвського районного комітету РСДРП(б) міста Петрограда.
У березні 1918 — червні 1919 року — член Бюро Петроградського міського комітету РКП(б).
У червні 1919 — лютому 1920 року — начальник політичного відділу 7-ї армії РСЧА. Брав участь в обороні Петрограда від військ генерала Юденича.
У 1920 році — начальник Петроградського відділення Головного політичного управління Народного комісаріату шляхів сполучення РРФСР.
У лютому — березні 1920 року — завідувач військового відділу Петроградського міського комітету РКП(б).
У 1920 — жовтні 1921 року — голова Петроградського бюро Спілки транспортних робітників.
У березні 1921 року був учасником придушення Кронштадтського повстання.
У квітні — жовтні 1921 року — відповідальний організатор Нарвського районного комітету РКП(б) міста Петрограда.
У грудні 1921 — квітні 1922 року — відповідальний редактор газети «Коммуна» в місті Самарі.
З травня 1922 року — член редакційної колегії, відповідальний редактор «Рабочей газеты» в Москві.
У 1922 — січні 1923 року — відповідальний редактор журналу «Крокодил».
У лютому 1923 — червні 1924 року — завідувач агітаційно-пропагандистського відділу Уральського обласного комітету РКП(б) та, одночасно, відповідальний редактор газети «Уральский рабочий» у місті Свердловську.
У 1924—1926 роках — активний прихильник «лівої опозиції» у ВКП(б).
18 липня 1924 — лютий 1925 року — відповідальний секретар Комуністичного Інтернаціоналу Молоді (КІМу).
Одночасно з серпня 1924 до лютого 1925 року — член Президії Виконавчого комітету Комуністичного Інтернаціоналу.
У березні 1925 — 27 липня 1926 року — завідувач агітаційно-пропагандистського відділу ЦК КП(б) Білорусії.
8 травня 1926 — 27 липня 1926 року — член Секретаріату ЦК КП(б) Білорусії.
У липні — жовтні 1926 року — редактор Державного видавництва Білоруської СРР.
З жовтня до грудня 1926 року перебував у розпорядженні ЦК ВКП(б).
У грудні 1926 — 1927 року — заступник прокурора Тамбовської губернії.
У 1927 році — прокурор Тамбовської губернії.
18 грудня 1927 року виключений із ВКП(б). 22 червня 1928 року відновлений в членах партії.
У лютому 1928 — березні 1929 року — голова соціально-культурного сектору, член президії Державної планової комісії при РНК Дагестанської АРСР.
З січня 1930 року працював у місті Смоленську завідувачем сільськогосподарського сектору Західної обласної планової комісії.
До вересня 1930 року — голова Західної обласної планової комісії.
з жовтня 1930 року — завідувач економічної кафедри Смоленського комуністичного університету.
У 1932—1933 роках — заступник голови Західної обласної планової комісії.
У 1933—1934 роках — уповноважений Наркомату важкої промисловості СРСР по Західній області (в місті Смоленську).
Після вбивства Кірова 9 грудня 1934 року заарештований за обвинуваченням у «підпільній антирадянській діяльності», виключений із ВКП(б). Етапований до Москви. 16 січня 1935 року засуджений Військовою колегією Верховного Суду СРСР до шести років позбавлення волі у справі т.зв. «Московського центру». Відбував термін покарання у Верхньоуральському політичному ізоляторі.
7 грудня 1936 року вдруге заарештований за звинуваченням у «контрреволюційній терористичної діяльності». Етапований до Москви, потім до Мінська. 30 жовтня 1937 року виїзною сесією Військової колегії Верховного Суду СРСР у Мінськ засуджений до страти, розстріляний того ж дня та похований на спецоб'єкті НКВС Білоруської РСР «Куропати» біля Мінська.
Посмертно реабілітований Військовою колегією Верховного Суду СРСР 11 жовтня 1958 року.